# Petula Clark
Petula Clark, CBE (celým jménem Petula Sally Olwen Clark; * 15. listopadu 1932, Epsom) je britská zpěvačka a herečka, od roku 1988 nositelka hodnosti commander Řádu britského impéria.

## Život
Už v sedmi letech zpívala v dětském sboru. Brzy poté na stanici BBC stala dětskou hvězdou. Do roku 1950 již hrála v 20 filmech. Na tyto úspěchy dokázala jako dospělá navázat a uspořádala světové turné. Její hit Monsieur se umístil na prvním místě německé hitparády a Clarková se stala známou v německy mluvících zemích. Její hit Downtown, který byl zpíván také německy, jí přinesl přes 3 miliony prodaných desek.
V roce 1961 se vdala za francouzského novináře Clauda Wolffa se kterým má dvě dcery a jednoho syna.